# Létricourt
Létricourt – miejscowość i gmina we Francji, w regionie Grand Est, w departamencie Meurthe i Mozela.
Według danych na rok 1990 gminę zamieszkiwały 154 osoby, a gęstość zaludnienia wynosiła 21 osób/km² (wśród 2335 gmin Lotaryngii Létricourt plasuje się na 891. miejscu pod względem liczby ludności, natomiast pod względem powierzchni na miejscu 805.).